# San José (Córdoba)
San José es una localidad situada en el departamento San Javier, provincia de Córdoba, Argentina.
Está compuesta por 2800 habitantes y se encuentra situada en el Valle de Traslasierra, a 225 km de la ciudad de Córdoba y a 15 km de la ciudad de Villa Dolores.
La economía de la localidad está basada en la siembra de papa, frutales (sandías, melón y uva), y producción de hierbas aromáticas, sobre todo la menta (primera productora a nivel Provincial), producción lechera caprina y el turismo, debido a su ubicación en un valle, a sus bosques autóctonos y al balneario "Rincón de los Sueños". En esta localidad se realizan cada año festivales como: El Festival Provincial de la Sandía en la segunda semana de enero, La fiesta por la fundación del pueblo en la primera semana de noviembre y El Festival de La Menta en noviembre.

## Toponimia
La localidad debe su nombre al santo homónimo.

## Geografía

### Clima
El clima de la localidad es templado con estación seca, registrándose unas precipitaciones de 700 mm aproximadamente.

### Sismicidad
La sismicidad de la región de Córdoba es frecuente y de intensidad baja, y un silencio sísmico de terremotos medios a graves cada 30 años en áreas aleatorias. Sus últimas expresiones se produjeron:
- 22 de septiembre de 1908 (116 años), a las 17.00 UTC-3, con 6,5 Richter, escala de Mercalli VII; ubicación 30°30′0″S 64°30′0″O / -30.50000, -64.50000; profundidad: 100 km; produjo daños en Deán Funes, Cruz del Eje y Soto, provincia de Córdoba, y en el sur de las provincias de Santiago del Estero, La Rioja y Catamarca[2]

- 16 de enero de 1947 (78 años), a las 2.37 UTC-3, con una magnitud aproximadamente de 5,5 en la escala de Richter (terremoto de Córdoba de 1947)[1]

- 28 de marzo de 1955 (69 años), a las 6.20 UTC-3 con 6,9 Richter: además de la gravedad física del fenómeno se unió el desconocimiento absoluto de la población a estos eventos recurrentes (terremoto de Villa Giardino de 1955)

- 7 de septiembre de 2004 (20 años), a las 8.53 UTC-3 con 4,1 Richter

- 25 de diciembre de 2009 (15 años), a las 21.42 UTC-3 con 4,0 Richter

## Parroquias de la Iglesia católica en San José
| Diócesis  | Cruz del Eje |
| --------- | ------------ |
| Parroquia | San José     |